# Arthrosporum populorum
Arthrosporum populorum är en lavart som beskrevs av A. Massal. Arthrosporum populorum ingår i släktet Arthrosporum och familjen Ramalinaceae.  Arten är reproducerande i Sverige. Inga underarter finns listade i Catalogue of Life.